# Pyrausta jamaicalis
Pyrausta jamaicalis là một loài bướm đêm trong họ Crambidae.